# Pietro de Roches
Pietro de Roches (... – giugno 1238) fu vescovo di Winchester sotto il regno di Giovanni d'Inghilterra e del figlio Enrico III.

## Biografia
Benché di nazionalità francese (era nato nella regione del Poitou), Pietro fece una brillante carriera nel mondo politico ed ecclesiastico inglese. Già nell'ultimo periodo del regno di Riccardo I d'Inghilterra era divenuto Lord Ciambellano, arcidiacono di Poitiers e tesoriere, nonché maestro del coro di Lincoln. Nel 1205 venne nominato vescovo di Winchester e lo stesso papa Innocenzo III per proclamare il proprio appoggio lo investì personalmente della carica il 24 marzo dell'anno seguente. Nel 1209 quando il posto di arcivescovo di Canterbury divenne vacante sorse un'aspra disputa fra il re e Papa Innocenzo III, benché Giovanni avesse promesso di appoggiare il candidato papale (che era anche quello voluto da buona parte dei nobili inglesi) alla fine si tirò indietro e venne colpito da scomunica, per tutta risposta il re confiscò tutti i beni della chiesa. In quell'occasione Pietro fu uno dei pochi che rimasero leali al re e venne ricompensato quando, ricomposta la contesa, venne nominato Gran Giustiziere nel 1213.
Fu anche un vescovo combattente e si distinse nella battaglia di Lincoln del 1217, fu attivo anche in campo ecclesiastico, fondando diversi monasteri in Inghilterra e Francia e proteggendo i primi domenicani che arrivarono nell'isola attorno al 1221.
Pietro de Roches morì nel 1238.